# 小行星9114
小行星9114（英語：9114 Hatakeyama）是一颗围绕太阳公转的小行星。1997年2月12日，小林隆男在大泉天文台发现了此天体。
这颗小行星的绝对星等为2.21607等。